# Eugenio Dal Corso

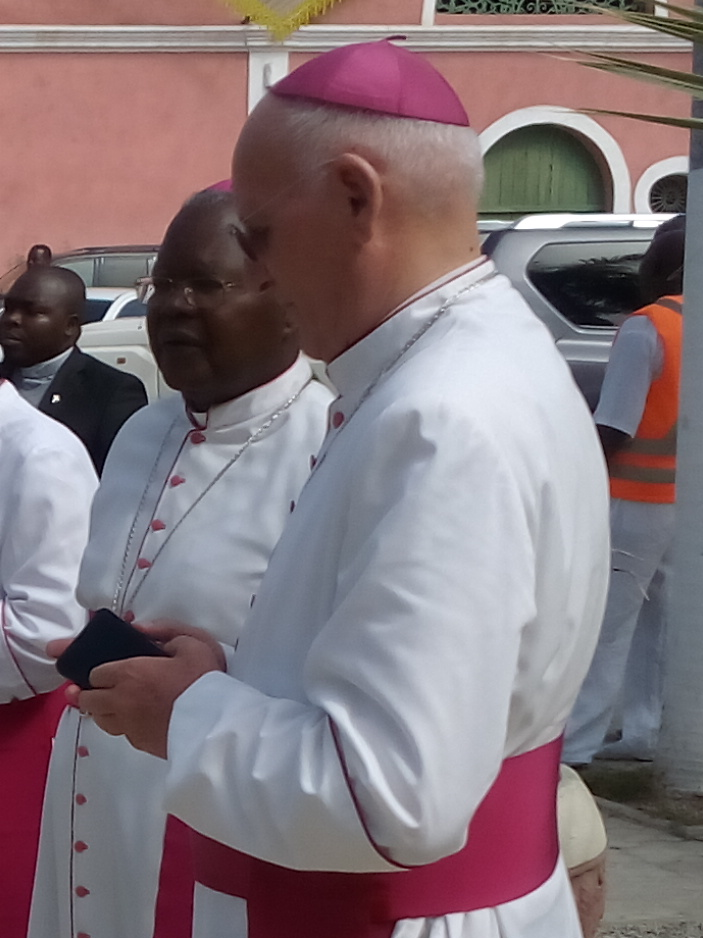
Bischof Eugenio Dal Corso auf einem Treffen der Bischofskonferenz von Angola und São Tomé

Kardinalswappen von Eugenio Dal Corso mit dem Wahlspruch „Sucht zuerst das Reich Gottes“ (Lk 12,31 EU)

Eugenio Kardinal Dal Corso PSDP (* 16. Mai 1939 in Lugo, Provinz Ravenna; † 20. Oktober 2024 in Negrar di Valpolicella, Provinz Verona) war ein italienischer Ordensgeistlicher und römisch-katholischer Bischof von Benguela.

## Leben
Eugenio Dal Corso trat der Ordensgemeinschaft der Armen Diener der Göttlichen Vorsehung bei, legte 1956 das Ordensgelübde ab und empfing am 7. Juli 1963 das Sakrament der Priesterweihe. Nachdem er von 1967 bis 1968 als Theologieprofessor in Rom und anschließend als Pfarrer in verschiedenen Gemeinden in Italien tätig gewesen war, wurde er im Januar 1975 als Missionar nach Argentinien entsandt, wo er für die Ausbildung junger Priester zuständig war. Im März 1986 ging er nach Angola, wo er maßgeblich am Aufbau des Priesterseminars von Uije beteiligt war. 1991 wurde er Ordensprovinzial der Armen Diener der Göttlichen Vorsehung in Angola.
Papst Johannes Paul II. ernannte ihn am 15. Dezember 1995 zum Koadjutorbischof von Saurimo. Die Bischofsweihe spendete ihm der Apostolische Delegat in Angola und Apostolische Pro-Nuntius auf São Tomé und Príncipe, Félix del Blanco Prieto, am 3. März des nächsten Jahres; Mitkonsekratoren waren Andrea Veggio, Weihbischof in Verona, und Pedro Marcos Ribeiro da Costa, Bischof von Saurimo.
Mit der Emeritierung Pedro Marcos Ribeiro da Costas am 15. Januar 1997 folgte er diesem im Amt des Bischofs von Saurimo nach. Papst Benedikt XVI. ernannte ihn am 18. Februar 2008 zum Bischof von Benguela. Aus Altersgründen schied er am 26. März 2018 aus diesem Amt aus, sein Nachfolger wurde António Francisco Jaca.
Am 1. September 2019 gab Papst Franziskus bekannt, ihn im Konsistorium vom 5. Oktober 2019 als Kardinalpriester in das Kardinalskollegium aufnehmen zu wollen. Wegen der Überschreitung der Altersgrenze war er bei einem Konklave nicht wahlberechtigt. Bei der Kardinalskreierung wies ihm der Papst am 5. Oktober 2019 die Titelkirche Sant’Anastasia al Palatino zu. Die Besitzergreifung seiner Titelkirche fand am 17. November 2019 statt.